# 1928 en football
Cet article présente les faits marquants de l'année 1928 en football.

## Février
- 21 février : au stade Buffalo de Montrouge, l'équipe de France s'impose 4-0 sur l'équipe d'Irlande.

## Mars
- 11 mars : à Lausanne, l'équipe de Suisse s'impose 4-3 sur l'équipe de France.

## Avril
- Les Rangers sont champions d'Écosse.
- Everton FC est champion d'Angleterre.
- 14 avril : les Rangers remportent la Coupe d'Écosse face à Celtic, 4-0.
- 15 avril : au stade olympique Yves-du-Manoir de Colombes, l'équipe de Belgique s'impose 3-2 sur l'équipe de France.
- 21 avril : Blackburn Rovers remporte la Coupe d’Angleterre face à Huddersfield Town FC, 3-1.
- 29 avril : au Parc des Princes de Paris, l'équipe de France et l'équipe du Portugal font match nul 1-1.

## Mai
- 6 mai : le Red Star remporte la Coupe de France face au CA Paris, 3-1.
- 13 mai : le Grasshopper-Club Zurich est champion de Suisse.
- 13 mai : au stade olympique Yves-du-Manoir de Colombes, l'équipe de Tchécoslovaquie s'impose 2-0 face à l'équipe de France.
- 17 mai : au stade olympique Yves-du-Manoir de Colombes, l'équipe d'Angleterre s'impose 5-1 face à l'équipe de France.
- 20 mai : le FC Barcelone et la Real Sociedad font match nul 1-1 en finale de la Coupe d'Espagne. Finale à rejouer. Ce match inspire au poète Rafael Alberti son Ode à Platko en hommage au gardien du Barça.
- 22 mai : le FC Barcelone et la Real Sociedad font match nul 1-1 en finale rejouée de la Coupe d'Espagne. Finale à rejouer.
- Beerschot champion de Belgique.
- 26 mai : à Amsterdam, au Congrès de la FIFA, à l'initiative de Jules Rimet et de Henri Delaunay, il est décidé d'organiser une Coupe du monde…
- 27 mai : début du tournoi olympique à Amsterdam.
- 29 mai : à Amsterdam, l'équipe d'Italie s'impose 4-3 face à l'équipe de France à l'occasion du tournoi olympique. Cette victoire est d'autant plus rageante que la France menait 2-0 après un quart d'heure de jeu.

## Juin
- 10 juin : l'équipe d'Uruguay et l'équipe d'Argentine de football font match nul 1-1 en finale du tournoi olympique. Finale à rejouer.
- 13 juin : l'équipe d'Uruguay remporte le tournoi olympique en s'imposant en finale rejouée 2-1 face à l'équipe d'Argentine.
- 29 juin : le FC Barcelone remporte la Coupe d’Espagne face à la Real Sociedad, 3-1.

## Juillet
- 22 juillet : Torino est champion d'Italie.
- 29 juillet : Hambourg SV est champion d'Allemagne est s'imposant 5-2 en finale nationale face au Hertha BSC Berlin.

## Octobre
- 7 octobre : America est champion de l'État de Rio de Janeiro.

## Décembre
- 22 décembre : au Stade Philip à Casablanca, en match amical, l'équipe du Maroc perdre contre l'équipe de France sur le score de 1-2. Il s'agit de la 1re rencontre footballistique entre les Lions de l'Atlas et les Coqs Bleus.

- 30 décembre : SC Internacional est champion de l'État de Sao Paulo.

## Naissances
Plus d'informations : Liste d'acteurs du football nés en 1928.
- 9 février : Rinus Michels, entraîneur néerlandais.
- 23 février : André Strappe, footballeur français.
- 4 juillet : Giampiero Boniperti, footballeur puis dirigeant de club italien.
- 8 août : François Remetter, footballeur français.
- 14 août : Gunnar Andersson, footballeur suédois.